# 장슬기 (축구 선수)
장슬기(張슬기, 1994년 5월 31일~)는 대한민국의 축구 선수로 포지션은 미드필더이다. 현재 WK리그의 경주 한국수력원자력 여자 축구단과 대한민국 여자 축구 국가대표팀에서 활동하고 있다.

## 어린 시절
축구 선수 출신인 아버지와 오빠를 따라 인천 만수북초등학교 3학년 때 처음 축구를 시작했다. 2년뒤, 초등학교 5학년 때 여자 축구부가 있는 인천가림초등학교로 전학을 가면서 본격적인 축구 선수의 길을 걸었다. 선수 입문 2년만인 초등학교 6학년때 팀을 결승으로 이끌었고, 득점왕도 여러 차례 차지했다. 강경여자중학교, 충남인터넷고등학교, 고교 3학년 때 다닌 강일여자고등학교 재학 시절에는 U17 대표팀에, 강원도립대학교 재학 시절에는 생애 처음으로 대한민국 여자 축구 국가대표팀에 발탁되는 영광을 안았다.

## 구단 경력

### INAC 고베 레오네사
2014년 U20 월드컵 이후 장슬기는 일본 여자프로축구 나데시코리그 INAC 고베 레오네사에 입단했다. INAC 고베 레오네사와 1년 계약을 맺으며 ‘리틀 지소연’이라는 별명을 얻었다. 하지만 부상과 컨디션 난조 등으로 출전 기회를 많이 얻지 못했다. 어린 시절부터 재능을 인정받으며 엘리트 코스를 밟아온 장슬기에게는 그간 경험하지 못했던 어려움이었다. 어려움을 면치 못했던 일본 생활을 청산하고 장슬기는 2016년 WK리그 신인선수 선발 드래프트에 참가해 전체 2순위로 인천현대제철 레드엔젤스에 입단했다.

### 인천 현대제철 레드엔젤스
2016년 장슬기는 마침내 WK리그에 데뷔했다. 3월 14일 서울시청과의 개막전에서 후반 교체투입되며 처음으로 WK리그 무대를 밟았다. 이후 장슬기는 시즌 내내 측면 공격수와 측면 수비수 등 여러 가지 포지션을 소화하는 멀티플레이어로서 진가를 발휘하며 맹활약했다. 멀티플레이어 장슬기는 WK리그 첫해 24경기에 나와 9골 4도움을 기록하며 소속팀 인천현대제철의 WK리그 통합 4연패에 크게 기여했고, 제15회 전국여자축구선수권대회에서도 제 몫을 톡톡히 하며 우승에 기여했다.
2017 WK리그에서 모두 27경기에 나와 10골 5도움을 기록하며 최고의 한 해를 맞이했다. 화천KSPO와의 여왕결정전에서는 1골 1도움을 올리며 팀 우승에 기여했다.
2018년에는 제99회 전국체육대회 금메달을 따냈고, 리그에서도 6년 연속 통합우승을 차지하며 최고의 한해를 보냈다. 특히 리그에서 25경기에 나와 10골 6도움을 기록했고 경주한국수력원자력 챔피언결정전 2차전에서는 1골 1도움을 기록하며 현대제철의 에이스임을 스스로 증명했다.
2019년에도 한층 성숙한 기량을 과시하며 리그 27경기에서 13골 17도움을 기록하며 커리어하이를 기록했다. 장슬기는 비야, 따이스와 함께 BTS라인을 이루며 현대제철의 정규리그 우승 및 통합 우승에 크게 기여했다.

## 국가대표팀 경력

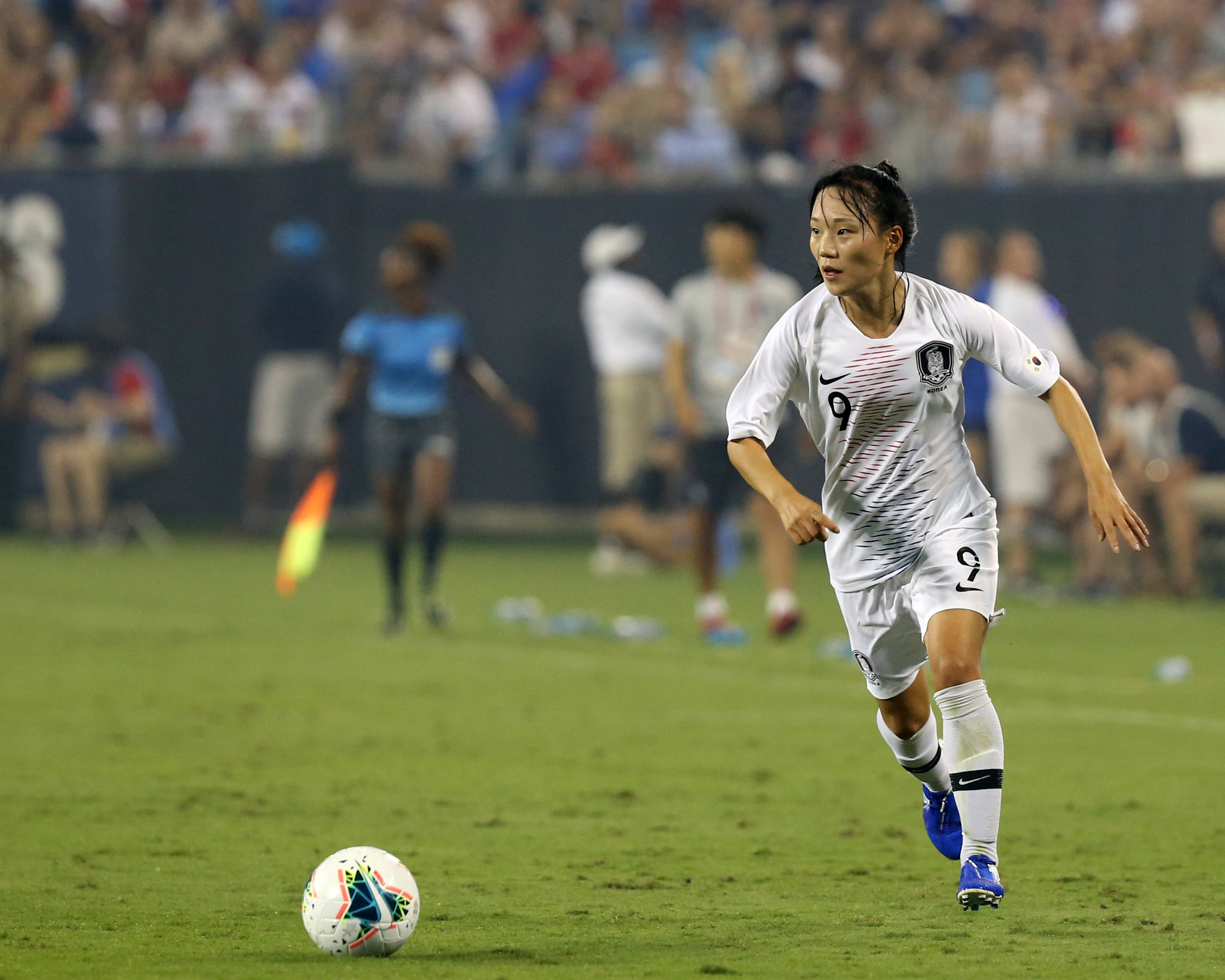
2019년 10월 3일 미국 대표팀과의 A매치 친선 경기 당시의 장슬기

강경여중 재학 시절 U-16 대표팀에 발탁되며 처음 태극마크와 인연을 맺었다.(2009년) 이후 충남 인터넷고 재학시절이던 2010년 트리니다드 토바고에서 열린 U-17 여자 월드컵에 대표팀 막내(당시 16세)로 참가해 대한민국 축구 역사상 최초로 국제 축구 연맹(FIFA) 주관 대회 우승을 일궈냈다.(남녀 통틀어 최초) 특히 일본과의 결승전 승부차기에서 6번째 키커로 나서 우승을 확정짓는 골을 성공시키며 일약 스타덤에 오르기도 했다. 이후 감독의 지시가 아닌 본인 스스로 6번째 키커로 나섰다는 후문이 밝혀지며 화제를 낳았다.
강원도립대학교 재학 시절이던 2013년에는 생애 처음으로 성인 대표팀에 발탁되는 영광을 안았다. 또한 같은 해 10월에 열린 아시아축구연맹(AFC) U19 여자챔피언십에서 우승을 차지했고 대회 최우수선수(MVP)에 선정되는 영예를 거머쥐었다. 또한 이 대회에서 8골을 터뜨리며 득점왕에 오르며 생애 최고의 한 해를 보냈다.이듬해 캐나다에서 열린 U20 월드컵에서는 주장으로 대회에 출전하기도 했다. 주장으로 출전한 U20월드컵에서는 아쉽게 8강 진출에 그쳤다.
2017년에는 대표팀의 일원으로서 평양에서 열린 아시안컵 예선에 출전했다. 장슬기는 북한과의 경기에서 천금 같은 동점골을 터뜨리며 대표팀의 아시안컵 진출에 결정적인 역할을 했다.
2018년 4월 요르단에서 열린 아시안컵에 출전한 장슬기는 왼쪽 측면 수비수로서 주전 자리를 꿰찼다. 특히 장슬기는 2019프랑스월드컵 본선진출권이 걸린 필리핀과의 5-6위 결정전에서 환상적인 결승골을 터뜨리며 다시 한 번 세간의 관심사로 떠올랐다.
2018년 8월 자카르타 팔렘방 아시안게임에 국가대표로 출전했다. 비록 준결승에서 일본에 패하며 동메달에 머물렀지만 장슬기는 이 대회에서 2골을 기록하며 다시 한 번 많은 관심을 받았다. 대만과의 조별리그 1차전에서 구멍이 난 골망에 골을 터뜨리는 진기한 경험을 하기도 했다.1년 내내 눈부신 활약을 펼친 장슬기는 2018 대한축구협회 올해의 여자선수상을 수상하는 영광을 안았다.
2019년 6월 프랑스에서 열리는 2019년 FIFA 여자 월드컵의 대표팀에 뽑혀 생애 처음으로 성인 월드컵 무대를 밟았다. 하지만 프랑스, 노르웨이, 나이지리아에 모두 패하며 3전전패로 대회를 마감하는 아쉬움을 남겼다.
2023년 7월에는 오스트레일리아와 뉴질랜드에서 열린 2023년 FIFA 여자 월드컵에 대한민국 국가대표로 참가하였으며 조별 리그 3경기 전부 선발로 출전했다. 같은 해 9월에는 항저우에서 열린 2022년 아시안 게임 여자 축구 종목에 참가했으며 3경기 출전했다. 이듬해인 2024년 2월 25일 리스본에서 열린 체코와의 친선 경기에서 A매치 100경기 출전을 달성했다.

## 경기 스타일
양쪽 윙포워드와 풀백, 공격형 미드필더는 물론 최전방 공격수까지 소화할 수 있는 다재다능이 장슬기의 최대 장점이자 무기다. 소속팀과 대표팀에서 주로 풀백과 윙포워드로 출전한다. 하지만 다재다능한 능력 덕분에 경기 도중에 수시로 포지션이 바뀐다. 언제나 장슬기 이름 석자 앞에는 ‘멀티플레이어’, ‘다재다능’이라는 수식어가 따라붙을 만큼 장슬기의 능력은 자타가 공인하고 있다. 2016년 인천현대제철 입단 당시 최인철 인천현대제철 감독은 “장슬기는 윙포워드, 처진 스트라이커 등 다양한 포지션을 소화할 수 있다. 국가대표팀 출신 선수가 많은 우리팀에서도 충분히 경쟁력을 보일 것”이라며 칭찬한 바 있다. 뿐만 아니라 빠른 스피드와 지치지 않는 에너지를 바탕으로 한 폭넓은 활동량은 장슬기의 가치를 한층 더해준다. 안정적인 볼 터치와 간결한 플레이로 경기 스피드를 올려준다. 윤덕여 대한민국 여자 축구 국가대표팀 감독은 “(장)슬기의 공격적 플레이를 높게 평가한다. 어느 포지션에서든 자기의 장점을 잘 보이는 선수다. 이번 평가전에선 공격으로 세웠는데, A매치 데뷔골을 넣는 등 훌륭한 모습을 보였다. 여자 축구의 큰 기둥으로 발전할 것”이라고 칭찬했다.

## 학력
- 인천 가림초등학교 졸업
- 충남 강경여자중학교 졸업
- 강원 강일여자고등학교 졸업
- 강원도립대학교 졸업

## 경력 목록

### 클럽
- INAC 고베 레오네사 (2015)
- 인천 현대제철 레드엔젤스(2016~)

### 국가대표팀
- U-16 청소년대표팀
- U-17 청소년대표팀(12경기 출장 1골 기록)
- U-19 청소년대표팀 -2013 AFC U19 여자챔피언십 우승
- U-20 청소년대표팀(22경기 출장 12골 기록) -2014 FIFA U20월드컵 8강
- 하계유니버시아드 대표팀
- 국가대표팀(2018.09 현재 47경기 출장 11골 기록)

## 수상 내역

### 국가대표팀
- 2010 FIFA U-17 여자 월드컵 우승
- 2013 AFC U-19 여자챔피언십 우승

### 클럽
- 2016 제15회 전국여자축구선수권대회 우승
- 2016 WK리그 통합우승(정규리그+여왕결정전)
- 2017 WK리그 통합우승(정규리그+여왕결정전)
- 2018 WK리그 통합우승(정규리그+여왕결정전)

### 개인
- 2006 스포츠토토 한국축구대상 초등부 여자 최우수선수
- 2010 장한 한말글 이름 청소년상 수상
- 2012 청학기 전국여자 중.고 축구대회 우수선수상 수상
- 2013 AFC U-19 여자챔피언십 최우수선수 및 득점왕(8골) 수상
- 2013 AFC 올해의 여자 청소년선수상 수상
- 2013 한국축구를 빛낸 최고의 스타 4위
- 2017 WK리그 올스타 선정
- 2018 대한축구협회 올해의 여자 선수상 수상